# Claude Bénédict
Claude Marie Bédé dit Claude Bénédict, né le 25 août 1859 dans le 1er arrondissement de Lyon et mort le 29 mars 1942 dans le 18e arrondissement de Paris, est un acteur et scénariste français.

## Biographie
En dehors des rôles qu'il a interprété au théâtre et au cinéma, on sait assez peu de chose sur Claude Bénédict. Fils d'un cartonnier lyonnais, il exerça un temps le même métier que son père avant de monter sur les planches et d'entrer au Conservatoire de sa ville natale d'où il sort avec un premier prix de comédie.
Il tourne son premier film dès 1908 au début de la période du muet. Après avoir figuré encore dans quelques films dans les années 1930, après l'avènement du parlant, Claude Bénédict quitte les plateaux de cinéma après un dernier rôle dans Louise d'Abel Gance sorti fin août 1939 quelques jours seulement avant la déclaration de guerre.
Au théâtre, après une carrière de plus d'un demi-siècle consacrée essentiellement au répertoire du mélodrame romantique, il fait une dernière apparition sur scène en décembre 1940 dans Le Bossu de Paul Féval au théâtre de la Porte-Saint-Martin. Il avait alors 81 ans.
Mort à l'hôpital Bichat à l'âge de 82 ans, Claude Bénédict avait été marié de 1911 à 1914 avec l'artiste lyrique et dramatique belge Jeanne Maubourg (1875-1953),,.

## Carrière au théâtre
- 1883 : L'Assommoir, drame en 5 actes et 9 tableaux de William Busnach et Octave Gastineau d'après le roman d'Émile Zola, au théâtre de Valence (janvier) : Lantier[8]
- 1884 : Les quatre sergents de La Rochelle, mélodrame en 3 actes et 6 tableaux de J-J Gabriel, au théâtre d'Alès (janvier)[9]
- 1889 : Le Maître de forges, pièce en 4 actes et 6 tableaux de Georges Ohnet, au théâtre municipal d'Amiens (octobre)[10]
- 1893 : L'Abbé Constantin, comédie dramatique en 3 actes de  Pierre Decourcelle et Hector Crémieux d'après le roman de Ludovic Halévy, au théâtre des Variétés de Toulouse (21 mars) : l'abbé Constantin
- 1898 : L'Étrangère, comédie en 5 actes d'Alexandre Dumas fils, au Théâtre-Français de Toulouse (24 septembre)
- 1899 : L'Engrenage, comédie en 3 actes d'Eugène Brieux, au Théâtre-Français de Toulouse (7 février)
- 1899 : Marguerite et Margot, comédie en 3 actes d'Henri de Saussine, au Cercle des Escholiers (28 décembre) : Brantôme
- 1901 : Amour aveugle, comédie en 5 actes en vers d'Albert Darmont, à la Comédie-Populaire (janvier) : le pasteur Wilden
- 1901 : Championnet, drame en 5 actes et 7 tableaux de Théodore Henry, musique de Charles Thony, au Grand-Théâtre du Havre (2 février) : le général Championnet
- 1901 : Charlotte Corday, drame lyrique en 3 actes et 6 tableaux d'Armand Silvestre, musique d'Alexandre Georges, au théâtre du Château-d'Eau (6 mars) : le comte de Lux
- 1901 : Les Deux Gosses, drame en 2 parties et 8 tableaux de Pierre Decourcelle, au Théâtre d'Été d'Alger (8 septembre)
- 1902 : Le Bossu, drame en 5 actes et 12 tableaux de Paul Féval et Anicet Bourgeois, au théâtre municipal d'Alger (13 octobre) : Henri de Lagardère
- 1903 : Le Billet de logement, vaudeville en 3 actes d'Antony Mars et Henri Kéroul, au théâtre municipal d'Alger (5 janvier) : le major Labourdette
- 1903 : La Chute de l'Aigle, pièce historique en 5 actes et 6 tableaux d'Eugène Foreau, au théâtre du Château-d'Eau (21 janvier) : le général Brayer
- 1904 : Le Vertige, comédie en 4 actes de Michel Provins, au théâtre Graslin de Nantes (10 février) : Raymond de Roville
- 1904 : Tire-au-flanc, comédie en 3 actes d'André Sylvane et André Mouézy-Éon, au théâtre Déjazet (10 novembre) : Laubergeois
- 1905 : Les Merlereau, comédie en 3 actes de Georges Berr, au théâtre des Bouffes-Parisiens (19 janvier) : Thibault
- 1905 : Second ménage, comédie en 3 actes d'André Sylvane et Maurice Froyez, au théâtre du Gymnase (3 juillet) : Labigeois
- 1907 : Monsieur de Courpière, comédie en 4 actes d'Abel Hermant, au théâtre de l'Athénée (7 novembre) : le baron Duval
- 1908 : Le Boute-en-train, comédie-vaudeville en 3 actes d'Alfred Athis, au théâtre de l'Athénée (30 janvier) : Campoix
- 1909 : Le Frisson de l'Aigle, drame historique en 5 actes et 6 tableaux de Paul Gavault, au théâtre Moncey (avril) : M. Boutreux
- 1911 : Monsieur de Preux, pièce en 3 actes en vers de Gabriel Nigond, au théâtre de l'Athénée (14 juin) : le braconnier
- 1913 : Ainsi soit-il !, comédie en 1 acte de Charles Gallo et Paul Martin-Valdour, à la Salle Villiers (26 avril) : le curé
- 1913 : L'Honnête fille, pièce en 2 actes de Gabriel Nigond, au théâtre de l'Athénée (7 juin) : Jérôme Auguet
- 1913 : Le Tango, pièce en 4 actes de Jean Richepin, au théâtre de l'Athénée (30 décembre) : le baron Lebousquier
- 1918 : Divorçons !, comédie en 3 actes de Victorien Sardou et Émile de Najac, au théâtre des Arts (12 octobre) : Des Prunelles
- 1919 : Le Gendre de monsieur Poirier, comédie en 4 actes de Jules Sandeau et Émile Augier, au théâtre municipal de Troyes (2 novembre)
- 1920 : Les Misérables, drame en 4 actes de Charles Hugo d'après le roman de Victor Hugo, au théâtre de l'Empire (18 mai)
- 1920 : Les Deux Orphelines, drame en 5 actes d'Adolphe d'Ennery et Eugène Cormon, au théâtre de l'Empire (10 juillet)
- 1920 : L'Assommoir, drame en 5 actes et 9 tableaux de William Busnach et Octave Gastineau d'après le roman d'Émile Zola, au théâtre de l'Empire (28 septembre) : Coupeau
- 1921 : Le Tour du monde d'un enfant de Paris, pièce en 5 actes et 12 tableaux d'Ernest Morel, au théâtre de l'Empire (16 septembre)
- 1922 : Le Bourgeois gentilhomme, comédie en 5 actes de Molière, au théâtre de Vendôme (9 décembre) : Monsieur Jourdain
- 1923 : Fleur de Béarn, pièce en 3 actes en vers de Paul de Lagor, à l'Appolo-Théâtre de Bordeaux (février)
- 1925 : Biribi, drame en 5 actes de Georges Darien et Marcel Lauras, au Casino de Nancy (juillet) : Jeanfoin
- 1925 : La Dame aux camélias, drame en 5 actes d'Alexandre Dumas fils, au théâtre Sébastopol de Lille (25 novembre) : Saint-Gaudens
- 1926 : Les Nouveaux Messieurs, comédie en 4 actes de Robert de Flers et Francis de Croisset, à l'Alhambra de Lille (avril)
- 1926 : On a trouvé une femme nue, pièce en 3 actes d'André Birabeau et Jean Guitton, au Grand Casino des Sables d'Olonne (juillet)
- 1934 : Les Trois Maris de Mademoiselle, vaudeville en 3 actes de Daniel Norman, au théâtre de Lyon (20 novembre)
- 1940 : Le Bossu, drame en 5 actes et 12 tableaux de Paul Féval et Anicet Bourgeois, au théâtre de la Porte-Saint-Martin (13 décembre)[11]

## Carrière au cinéma
Comme acteur
- Non daté : Le Renégat, film d'un réalisateur non identifié
- 1908 : Hamlet, film d'Henri Desfontaines d'après la tragédie de Shakespeare
- 1909 : Vengeance corse, film (210 m) d'un réalisateur non identifié
- 1910 : Le Scarabée d'or, film colorisé (1.200 m) d'Henri Desfontaines d'après la nouvelle d'Edgar Poe
- 1911 : Le Garde-chasse, film (225 m) d'un réalisateur non identifié
- 1911 : Simon le pêcheur, film d'un réalisateur non identifié
- 1912 : Antar, film (385 m) d'un réalisateur non identifié d'après la pièce de Chekri Ganem
- 1912 : Le Maître de forges / Gerval, le maître de forges, film (565 m) d'Henri Pouctal d'après le roman de Georges Ohnet
- 1914 : Le Mauvais fils, film d'un réalisateur non identifié
- 1914 : La Reine Margot, film colorisé en 2 époques d'Henri Desfontaines d'après le roman d'Alexandre Dumas
- 1915 : La Fille du Boche, film (2.230 m) d'Henri Pouctal d'après le roman d'Henri Germain
- 1916 : Nemrod et Cie, film (1.170 m) de Maurice Mariaud d'après le roman de Georges Ohnet : Hubert de Brucker
- 1916 : Les Deux Frères, film (749 m) de Louis Feuillade
- 1917 : Patrie, film colorisé (1.885 m) d'Albert Capellani d'après le drame de Victorien Sardou
- 1918 : Plouf a eu peur, film (400 m) de Fernand Rivers d'après la nouvelle de Fred Argel : Renaud de Kerlaz
- 1918 : Le Comte de Monte-Cristo, film en 8 époques d'Henri Pouctal d'après le roman d'Alexandre Dumas
- 1918 : Le Château maudit, film de Jacques Cor et Sémery
- 1918 : Le Porion, drame de la mine en 5 parties de Georges Champavert : le porion Michel
- 1920 : Arthur Flambard, film en 4 épisodes de Sémery : Monsieur de La Fréjolière
- 1921 : Les Aventures de Robinson Crusoë, film de Mario Gargiulo et Gaston Leprieur
- 1922 : L'Île sans nom, film de René Plaissetty
- 1923 : L'Évasion, film (2 000 m) de Georges Champavert : Pagnol
- 1922 : La Bouquetière des Innocents, film de Jacques Robert : Villars-Houdan
- 1923 : La Maison du mystère, film en 10 épisodes d'Alexandre Volkoff d'après le roman de Jules Mary : le général de Bettigny
- 1923 : Cœur fidèle, film (2.000 m) de Jean Epstein : le père Hochon
- 1923 : Le Nègre du rapide numéro 13, film (1 185 m) de Joseph Mandement : le colonel de Sainte-Ogyve
- 1923 : Le Tour de France par deux enfants, film en 5 épisodes de Louis de Carbonnat : le pilote Guillaume
- 1926 : La Bonne Hôtesse, film de Juliette Bruno-Ruby
- 1927 : Napoléon, film en 4 parties d'Abel Gance : Cromwell
- 1933 : Le Maître de forges, film de Fernand Rivers et Abel Gance d'après le roman de Georges Ohnet : Gobert
- 1934 : Prince de minuit / Lune de miel, film de René Guissart
- 1938 : Une femme a menti, film d'André Hugon
- 1939 : La Fin du jour, film de Julien Duvivier : un pensionnaire
- 1939 : Louise, film d'Abel Gance d'après l'opéra de Gustave Charpentier

Comme scénariste
- 1916 : Blessure d'amour, film (1.305 m) d'un réalisateur non identifié.

## Distinction
- Officier d'Académie (arrêté ministériel du 13 janvier 1913[12]).